# Course (rivière)
Pour les articles homonymes, voir Course.
La Course est une rivière française du département du Pas-de-Calais, dans la région Hauts-de-France, affluent droit du fleuve côtier la Canche.

## Géographie
Elle prend sa source au niveau du hameau de Course, sur la commune de Doudeauville, à l'altitude 124 mètres, arrose, entre autres communes, Parenty et Estrée et se jette dans la Canche entre Attin et La Madelaine-sous-Montreuil à l'altitude de 5 m après un parcours de 24,7 kilomètres. Elle coule du nord-est vers le sud-ouest, en gros entre les deux villes de Desvres et Montreuil et traverse les lacs d'Amour sur la commune de Beussent.

### Communes et cantons traversés
Dans le seul département du Pas-de-Calais, la Course traverse quinze communes et quatre cantons :
- dans le sens amont vers aval : Courset[notes 1], Doudeauville (source), Parenty, Bezinghem, Enquin-sur-Baillons, Beussent, Bernieulles[notes 1], Inxent, Recques-sur-Course, Estréelles, Montcavrel, Estrée, Neuville-sous-Montreuil, Attin, La Madelaine-sous-Montreuil (confluence).

Soit en termes de cantons, la Course prend source dans le canton de Samer, traverse le canton de Hucqueliers, le canton d'Étaples et conflue sur le canton de Montreuil, le tout dans les arrondissements de Boulgne-sur-Mer et de Montreuil.

### Toponymes
L'affluent les Baillons a donné son hydronyme à la commune de Enquin-sur-Baillons. La Course a donné son hydronyme aux deux communes de Recques-sur-Course et Courset.

### Bassin versant
La Course est dans le bassin versant « Canche de l'amont du confluent du Bras de bronne à la Manche » (E541) d'une superficie de 1 310 km2.
Sa pente moyenne de 4,7 ‰ en fait un cours d'eau rapide.

### Organisme gestionnaire
L'organisme gestionnaire est le Symcéa ou syndicat mixte Canche et affluents, créé le 13 avril 2000 pour le SAGE, après avoir changé de dénomination en janvier 2013.

## Affluents
La Course possède quatre affluents, et deux bras :
- le ruisseau de Bezinghem ou Carnoise selon le SANDRE (rg) 2,5 km, sur les deux communes de Bezinghem et Parenty[4].
- le ruisseau des Baillons (rg) 9,6 km sur les quatre communes de Beussent, Enquin-sur-Baillons, Hucqueliers, Preures.
- la rivière des Fontaines (rg) 3,3 km sur les cinq communes de Bernieulles, Beussent, Inxent, Recques-sur-Course et Montcavrel.
- la Bimoise (rg), 8,7 km sur les cinq communes de Alette, Bimont, Clenleu, Recques-sur-Course et Montcavrel.
- ----- le ruisseau de Bernieulles ou Beussent selon le SANDRE (rd), 2,9 km sur les cinq communes de Bernieulles, Beussent, Cormont, Inxent, et Montcavrel[notes 1],[5].

- ----- Un bras droit de la Course dite Fausse Course (rd) 2,9 km traverse les cinq communes d'Attin, Estrée, Estréelles, La Madelaine-sous-Montreuil, Neuville-sous-Montreuil.
- Un bras gauche  La Paix Faite (rg), 1,2 km traverse les deux communes d'Attin, Neuville-sous-Montreuil.

### Rang de Strahler
Donc le rang de Strahler de la Course est de deux.

## Hydrologie
Le bassin versant de la Canche a fait l'objet d'un SAGE et d'un PAGD ou plan d'aménagement et de gestion durable concernant le Schéma d'aménagement et de gestion des eaux de la Canche et tous ses affluents.
Son régime hydrologique est dit pluvial océanique.

## Aménagements et écologie
Le moulin à eau d'Cuphen ou d'Oecuphen selon le SANDRE sur la commune de Bezinghem, une cressonnière au confluent des Baillons et de la Course, un élevage piscicole sur Beussent, Le Fordres moulin sur Montcavrel, des bassins de lagunage près de la confluence et au nord-ouest de Montreuil (Pas-de-Calais).
Le GR 127A de Pays du Haut Pays d'Artois longe la partie haute de la Course.

### ZNIEFF de type I
La Course fait l'objet d'une Znieff 310007269 de type I intitulée "la vallée de la Course à l'aval d'Enquis-sous-Baillon", pour une superficie de 623 hectares sur quatorze communes.